# Pardosa wuyiensis
Pardosa wuyiensis là một loài nhện trong họ Lycosidae.
Loài này thuộc chi Pardosa. Pardosa wuyiensis được Yu & Da-xiang Song miêu tả năm 1988.